# John French Sloan
John French Sloan (Lock Haven, 2 agosto 1871 – Hanover, 7 settembre 1951) è stato un pittore statunitense, e uno dei fondatori della scuola d'arte americana Ashcan.
È conosciuto per le sue immagini di genere urbano e per la sua particolare abilità nel catturare l’essenza della vita nel quartiere di Chelsea a New York.

## Biografia
John Sloan nacque a Lock Haven, nel Pennsylvania il 2 agosto 1871, da James Dixon Sloan, con competenze artistiche ma con un reddito incerto, e Henrietta Ireland Sloan, un’insegnante proveniente da una famiglia benestante. Sloan crebbe a Filadelfia, una città con una grande tradizione artistica, in cui visse e lavorò fino al 1904, anno in cui si trasferì a New York. John e le sorelle Elizabeth e Marianna furono incoraggiati dai genitori a disegnare e a dipingere sin dalla tenera età.
Nell'autunno del 1884 si iscrisse alla prestigiosa Central High School, dove tra i suoi compagni di classe figurano William Glackens e Albert C.Barnes.
Nella primavera del 1888, a causa di un esaurimento nervoso che colpì il padre rendendolo incapace di lavorare, Sloan, allora sedicenne, divenne responsabile dei suoi genitori e delle sue sorelle. Lasciò la scuola e il suo progetto di diventare dentista per lavorare come cassiere a tempo pieno a Porter e Coates, una libreria e negozio di stampe pregiate. Le sue mansioni non erano pesanti e gli permettevano di leggere i libri ed esaminare le opere nel reparto stampa. Usando il manuale The Etcher's Handbook dell'acquafortista Philip Gilbert Hamerton, Sloan imparò a disegnare e fare schizzi da autodidatta e in seguito, seguendo il manuale di pittura ad olio di John Collier, imparò a dipingere. I suoi primi lavori furono copie a penna e inchiostro di opere di Dürer e Rembrandt e schizzi che vennero venduti nel negozio ad una modesta somma.
Nel 1890, la prospettiva di un salario più alto spinse Sloan a lasciare il suo posto alla libreria, accettando l'offerta di un lavoro maggiormente remunerato presso il negozio di cancelleria del suo ex collega A. Edward Newton, dove Sloan disegnò cartoline d’auguri e calendari e continuò a lavorare ai suoi schizzi.

### Gli inizi della carriera
Nello stesso anno frequentò le lezioni serali all’Istituto Spring Garden, che gli fornì la sua prima formazione artistica. Ben presto lasciò l’attività di Newton in cerca di maggiore libertà, intenzionato a diventare un'artista commerciale indipendente. Poiché la sua nuova impresa non gli procurò un sufficiente guadagno, nel 1892 iniziò a lavorare come illustratore nel dipartimento artistico del quotidiano Philadelphia Inquirer. In quello stesso anno Sloan iniziò a frequentare le lezioni serali all'Accademia delle Belle Arti della Pennsylvania, sotto la guida dell’artista realista Thomas Pollock Anshutz. Tra i suoi compagni di scuola ritrovò un vecchio compagno della Central High School, William Glackens e, nello stesso anno, fece la conoscenza di Robert Henri, un talentuoso pittore e un carismatico avvocato che divenne il suo mentore ed amico più fidato.

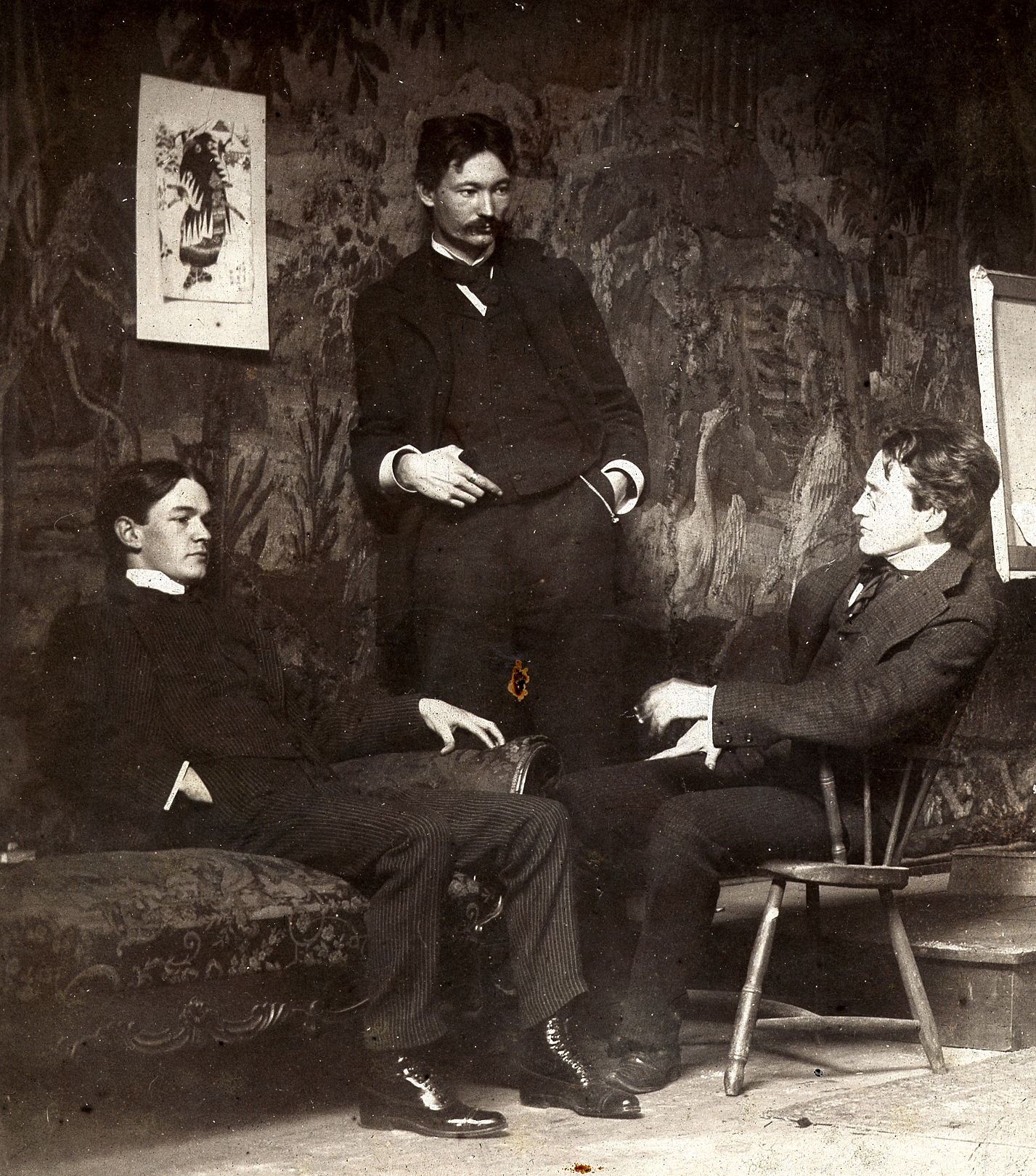

Henri incoraggiò Sloan nei suoi lavori grafici e lo convinse ad avvicinarsi alla pittura. Entrambi condividevano la stessa mentalità artistica e negli anni successivi promossero un movimento artistico, l'Ashcan School, sostenitore di una nuova forma di realismo, al quale presero parte anche gli artisti George Luks, William Glackens ed Everett Shinn.
Nel 1894 Sloan ricevette il suo primo riconoscimento pubblico: gli fu assegnato il titolo di "curatore dei manifesti" per aver disegnato la locandina di due riviste popolari tra la stampa di Chicago, Inland Printer e Chapbook.
Mentre si trovava a Philadelphia cominciò a farsi un nome e a crearsi una certa reputazione come illustratore, pubblicando alcuni suoi disegni nel libro Great battles of the world di Stephen Crane e realizzando 54 disegni e 53 bozze per l'edizione speciale dei racconti di Charles Paul de Kock. Verso la fine del 1895 decise di lasciare il Philadelphia Inquirer per lavorare nel dipartimento artistico del Philadelphia Press, che gli offriva un orario di lavoro meno rigido, e quindi più tempo a disposizione per dipingere. Henri lo incoraggiava inviandogli riproduzioni di artisti europei come Manet, Hals, Goya e Diego Velázquez.
Nel 1899 Sloan conobbe Anna Maria (Dolly) Wall, una prostituta con problemi di alcolismo e fu amore a prima vista: la coppia si sposò il 5 agosto 1901. Anna Maria fu per Sloan una compagna affezionata che credeva in lui con tutta se stessa, ma i cui lapsus e l’instabilità mentale portarono spesso a delle crisi tra i due. Un amico che era loro particolarmente vicino durante gli anni a New York e che aiutò la coppia ad affrontare le diverse crisi fu l’artista John Butler Yeats, padre del poeta William Butler Yeats.
Nel 1903 Sloan aveva già prodotto quasi sessanta dipinti ad olio ma doveva ancora trovare un nome d’arte.  Nell’aprile del 1904 si trasferì con la moglie a New York, nel Greenwich Village, dove dipinse alcuni dei suoi quadri più famosi come McSorley’s Bar, Sixth Avenue Elevated at Third Street e Wake of the Ferry. Divenne molto prolifico ma le vendite erano basse: ciò lo costrinse a continuare a fare affidamento sui guadagni come libero professionista per il Philadelphia Press, per il quale continuò a disegnare settimanalmente fino al 1910.
Nel 1905 cercò di trovare un'altra fonte di reddito disegnando illustrazioni per libri, come la Pietra Lunare dello scrittore inglese Wilkie Collins, e per riviste come Collier’s Weekly, Good Housekeeping, Harper’s Weekly, The Saturday Evening Post, e Scribner’s.
Nel 1908 partecipò ad un'importante mostra tenutasi alle Gallerie Machbeth, con alcuni artisti del Philadelphia Charcoal Club (Henri, Glackens, Luks e Shinn) e altri tre artisti il cui stile era meno realista e più impressionista: Maurice Prendergast, Ernest Lawson, e Arthur Bowen Davies. Il gruppo, conosciuto in seguito come “Gli Otto", non era unito da uno stile comune, ma da un legame di amicizia e dalla critica condivisa alle scarse opportunità lavorative presenti al di fuori dell'establishment accademico (era infatti molto difficile trovare qualcuno che comprasse le loro opere). La mostra allora realizzata voleva essere una forma di trasgressione alle severe regole che l'Accademia Nazionale del Design imponeva agli artisti durante le loro esposizioni. Enfatizzando un'osservazione più diretta e un'interpretazione personale, questi artisti cercarono di creare una corrente artistica autentica ispirandosi alla vita di tutti i giorni. Sloan organizzò anche un tour per esporre i dipinti in diverse città, da Newark a Chicago, che suscitò dibattiti a mezzo stampa.
Per cercare di aiutare Dolly a superare il suo alcolismo, Sloan consultò un dottore che gli suggerì di riportare in un diario i suoi pensieri più profondi nei confronti della moglie. Leggendolo, Dolly sarebbe riuscita a liberarsi dalla paura che lui potesse lasciarla. Nel periodo che va dal 1906 al 1913 il diario venne utilizzato anche per altri scopi, e la sua pubblicazione, avvenuta nel 1965, permise ai ricercatori e agli studiosi di avere una cronologia dettagliata delle attività e degli interessi di Sloan oltre ad un ritratto del mondo dell’arte pre-bellica.

### L'adesione al socialismo

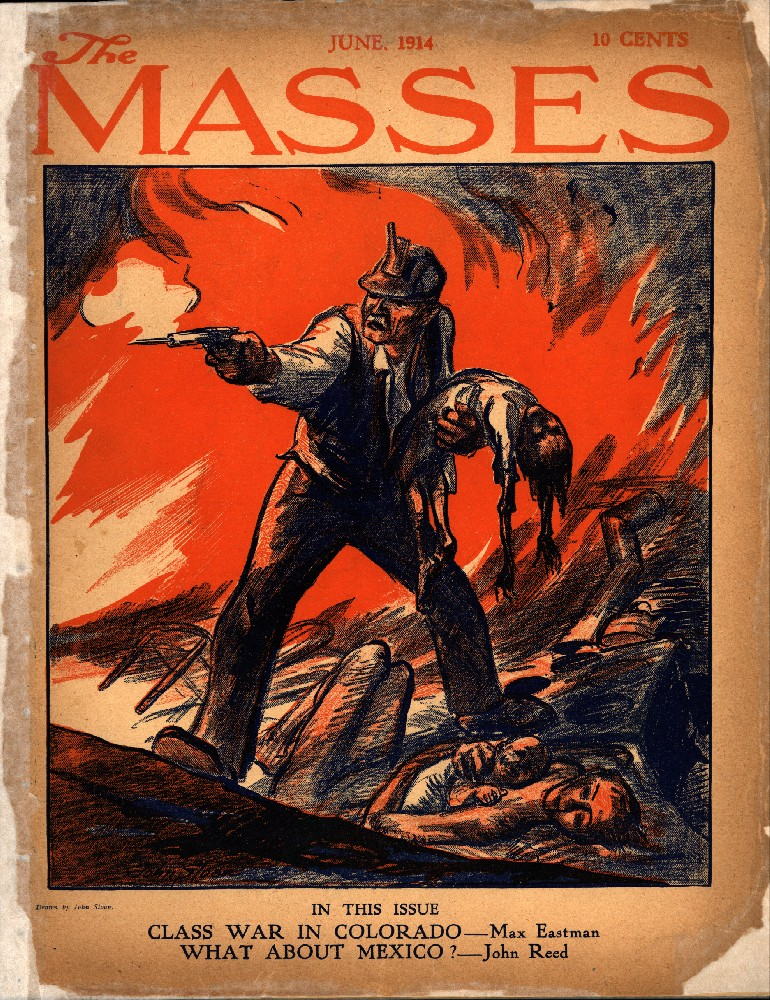

A causa del crescente malcontento che provava nei confronti del governo da lui definito una "plutocrazia”, Sloan aderì insieme alla moglie al Partito Socialista nel 1910.
Con l'uscita del numero di dicembre del 1912, Sloan diventò l’editore artistico della rivista The Masses e contribuì in altri periodici socialisti, come The Call e Coming Nation, pubblicando disegni anti-bellici e anti-capitalisti. Tuttavia i suoi lavori per queste riviste non sempre presentavano contenuti politici espliciti dato che Sloan non era mai stato del tutto a suo agio con la propaganda. Era convinto che The Masses stesse diventando troppo dottrinario e ciò lo portò ad uno scontro con i colleghi redattori Max Eastman e Floyd Dell che gli fece lasciare la rivista nel 1916.
Sebbene sperasse che l’Unione Sovietica avesse successo nel creare una società egalitaria, Sloan non fu mai un alleato del Partito Comunista degli Stati Uniti. Come pacifista si oppose all'entrata in guerra degli Stati Uniti durante la prima guerra mondiale. Durante la sua vita si schierò con il partito di sinistra ed espresse una forte disapprovazione nei confronti delle ineguaglianze presenti nel sistema economico americano. Nel 1913, in occasione dello sciopero dei lavoratori delle fabbriche di seta di Paterson (New Jersey), dipinse un quadro della lunghezza di ottanta metri su richiesta degli organizzatori John Reed e Mabel Dodge. La manifestazione ebbe luogo nel Madison Square Garden a New York.
Nel 1913 Sloan partecipò in qualità di membro del comitato organizzativo al leggendario Armory Show (la prima grande esposizione internazionale di arte moderna negli Stati Uniti), nella quale esibì due dipinti e cinque schizzi. Nello stesso anno, il famoso collezionista Albert C. Barnes acquistò uno dei suoi dipinti: si trattava del quarto dipinto che Sloan riuscì a vendere, nonostante fu erroneamente contato come il primo.
Dopo essere stato a contatto con le opere d'arte moderna europea esposte all'Armory Show, Sloan iniziò ad allontanarsi dalle immagini urbane che aveva dipinto nei dieci anni precedenti.

### Un nuovo stile

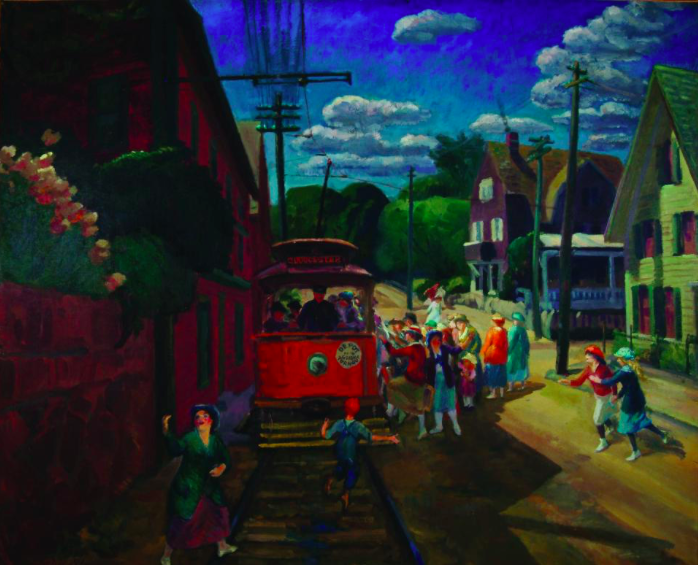

Negli anni 1914 e 1915, durante le estati passate a Gloucester (Massachusetts), Sloan dipinse paesaggi en plen air con un nuovo stile più fluido e colorato influenzato da Van Gogh e dai Fauves. Poiché si era formato da autodidatta, Sloan si dimostrò particolarmente dotato per l'istruzione e a partire dal 1912 diventò un'insegnante privato e pubblico a New York. Nel 1914 iniziò ad insegnare alla Art Students League, e nei successivi diciotto anni diventò un insegnante carismatico ed eccentrico. Sloan insegnò per un breve periodo anche alla George Luks Art School. I suoi studenti lo rispettavano per le sue conoscenze pratiche e la sua affidabilità, ma temevano il suo modo di fare diretto; nonostante fosse un pittore celebre vendette pochissimi dipinti, e per questo motivo spesso ripeteva ai suoi studenti: ”non ho niente da insegnarvi che vi potrà aiutare a guadagnarvi da vivere.” Disprezzava l'arrivismo tra gli artisti ed esortava i suoi allievi a trovare gioia solo ed unicamente nel processo creativo. Nel 1917 Sloan fu protagonista di una mostra individuale nella galleria di Kraushaar a New York, con cui continuò a mantenere i rapporti.
Nell’estate del 1918, l’ultima che trascorse a Gloucester, venne nominato presidente della Society of Independent Artists, carica che mantenne fino alla sua morte.
Per i successivi trent’anni trascorse le estati a Santa Fe (Nuovo Messico), il cui paesaggio desertico influenzò la sua rappresentazione della forma. Tuttavia, la maggior parte delle sue opere furono completate a New York. Poiché trascorsero molto tempo nel sud-ovest, Sloan e Dolly svilupparono un forte interesse per l'arte e le cerimonie native americane, e divennero sostenitori degli artisti indiani. Nel 1922 Sloan organizzò una mostra presso la Society of Independent Artists a New York, in cui vennero esposte alcune opere degli artisti nativi americani. Sostenne il lavoro di Diego Rivera, che era stato definito come l'unico artista in America ad aver mantenuto lo stile dei vecchi maestri. La Society of Independent Artists, che Sloan aveva co-fondato nel 1916, diede modo di mostrare per la prima volta i lavori di Rivera e José Clemente Orozco negli Stati Uniti nel 1920.
Nel 1943 Dolly morì d’infarto e l'anno seguente Sloan sposò Helen Farr, un'ex studentessa che aveva conosciuto alla Art Students League e con cui ebbe una relazione negli anni '30.
Nel 1950 venne premiato con la medaglia d'oro per la pittura dall'American Academy of Arts and Letters.
Durante la preparazione per una grande mostra al Whitney Museum of American Art, Sloan e la moglie trascorsero l’estate del 1951 ad Hanover, New Hampshire e non a Santa Fe com'era loro abitudine: i medici avevano sconsigliato questo viaggio poiché l'altitudine avrebbe potuto avere effetti dannosi per l'artista ormai ottantenne.
Il 7 settembre 1951 Sloan morì di cancro. Il gennaio seguente Il Whitney Museum of American Art presentò la retrospettiva della sua carriera che venne accolta con successo dal pubblico. La moglie Helen Farr, che negli anni seguenti divenne una famosa filantropa, si occupò di distribuire in alcuni importanti musei della nazione le opere rimaste invendute, e nel 1939 promosse la pubblicazione di Gist of Art, un manoscritto in cui venivano illustrati i principi e le conoscenze di Sloan.

## Carriera

### Formazione

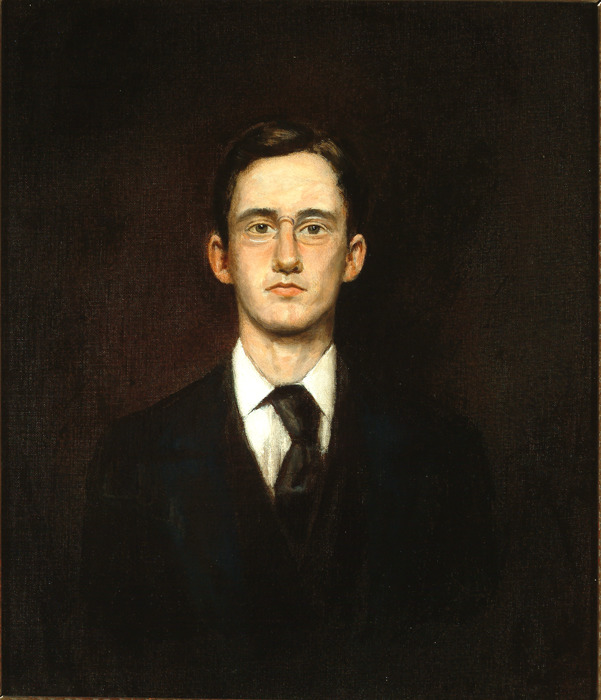
Autoritratto

La formazione di Sloan consistette nello studio e nella riproduzione di opere di pittori come Rembrandt, nella partecipazione ad alcune lezioni tenutesi in diverse scuole d’arte, nella guida di Robert Henri e nella sua esperienza lavorativa di incisore e disegnatore. Prima di frequentare la Pennsylvania Academy of the Fine Arts, dove studiò per un breve periodo sotto la guida di Thomas Anshutz, Sloan svolse parecchi lavori nel campo del disegno, dell'incisione e della grafica pubblicitaria, che gli permisero di ampliare le sue conoscenze artistiche. La guida di Henri fu importante nella formazione di Sloan poiché lo incoraggiò a dipingere maggiormente e lo introdusse alle opere di altri artisti di cui poté studiare tecniche, composizione e stile.
Sloan consultò inoltre Gli elementi del disegno di Ruskin e A Manual of Oil Painting di John Collier. Sloan credeva che gli studi presso la Pennsylvania Academy of the Fine Arts e le prime esperienze a Philadelphia, fossero la sua "educazione universitaria".

### Influenze
Fin dalla tenera età Sloan poté consultare l'ampia collezione di libri e riproduzioni d'arte dello zio Alexander Priestley. Tra le varie riproduzioni, fu particolarmente attratto da quelle del caricaturista inglese John Leech, il cui stile influenzò i suoi disegni. Quando Sloan ottenne il posto al Philadelphia Press, le sue illustrazioni per il giornale riflettevano lo stile di Leech, Charles Keene e George du Maurier. Dal 1894 cominciò ad attirare l'attenzione con le sue illustrazioni decorative caratterizzate da un nuovo stile legato ai manifesti. Queste opere combinano le influenze degli artisti europei della fine dell'Ottocento e degli inizi del Novecento, tra cui Walter Crane; inoltre rivelano gli studi di Sloan su Botticelli e sulle stampe giapponesi.
A causa del tempo trascorso sotto la guida di Anshutz, i primi dipinti di Sloan furono probabilmente influenzati da Thomas Eakins. Nel 1893 Sloan e Glackens cominciarono a partecipare abitualmente agli incontri settimanali che si tenevano presso lo studio di Henri. Egli incoraggiava i giovani artisti a leggere Whitman ed Emerson e discuteva su libri come Modern Painting di George Moore e Talks on Art di William Morris Hunt. Henri credeva fosse necessario creare un nuovo stile d’arte americana meno raffinato e che rappresentasse in modo più immediato lo spirito dell'epoca. Questa nuova iniziativa riscontrò un forte entusiasmo da parte di Sloan e Glackens, che vi aderirono subito.

## Stile e scuola Ashcan

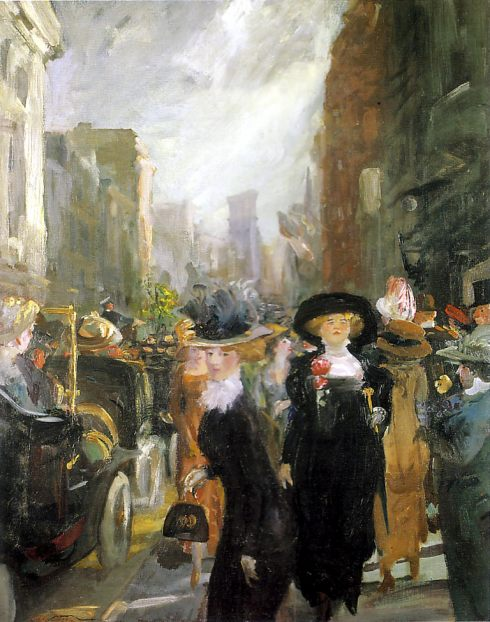

Dato che dipingeva la folla nelle strade e le stanze delle case popolari, le commesse e le prostitute, le domestiche ed i parrucchieri, Sloan fu uno degli artisti più identificati con la Ashcan School. Tuttavia era un termine che Sloan disprezzava: secondo lui, esso raggruppava troppi artisti diversi tra loro, concentrando l'attenzione degli spettatori sul contenuto piuttosto che sullo stile, e si basava maggiormente su un intento scandalistico. La sua opinione non era sbagliata: le mostre d'arte Ashcan negli ultimi decenni spesso esaltavano la qualità ed importanza come documento storico, mentre Sloan riteneva che ogni artista degno di nota doveva essere apprezzato per l’abile pennellata, i colori e la composizione.
A differenza di Henri, Sloan non era un pittore superficiale e passava molto tempo sul suo lavoro. Per questo motivo Henri affermava ironicamente che “Sloan” fosse il participio passato di "slow" (lento). (Quando Sloan lavorò al Philadelphia Inquirer assieme a Glackens, i report venivano assegnati a quest'ultimo perché era più abile e veloce a disegnare i bozzetti.) La sua meticolosità nel disegno era presente anche nella pittura. Sebbene lo stile pittorico di Sloan desse l’impressione che i suoi disegni fossero stati fatti rapidamente, la sua realizzazione di paesaggi urbani si basava su immagini viste e ricordate (e talvolta scritte) piuttosto che disegnate direttamente in strada. L’effetto era concettuale piuttosto che percettivo e Sloan lo denigrava definendolo “pittura visuale”. Questa caratteristica principale del suo stile era coerente con l’obiettivo della Ashcan School di presentare allo spettatore un soggetto con la stessa immediatezza di una foto istantanea.
Sloan aveva l'abitudine di osservare gli abitanti della città all'interno di un ambiente intimo. Uno dei suoi allievi scrisse che Sloan “si occupava di pittura di genere: scene di strada, ristoranti, bar, battelli, tetti, giardini, ovvero tutta una serie di soggetti comuni.” Proprio come Edward Hopper, Sloan spesso dipingeva utilizzando la prospettiva dalla finestra, in modo da ottenere una visuale più ristretta ed osservare il soggetto in maniera indisturbata. Nel 1911 scrisse nel suo diario di avere l’abitudine di osservare ogni momento della vita umana che riusciva a captare dalla finestra senza essere osservato a sua volta. L’attenzione di Sloan per i fatti isolati all'interno dell'ambiente urbano richiama le tecniche narrative utilizzate nei romanzi realisti e nei film hollywoodiani che lui apprezzava.
Quando gli venivano poste delle domande riguardo al contenuto sociale delle sue opere o alla sua adesione al Socialismo, Sloan affermava che i suoi dipinti erano ''realizzati con simpatia, ma nessuna conoscenza sociale. Non sono mai stato interessato ad inserire della propaganda nei miei dipinti, quindi mi infastidisce quando gli storici dell’arte cercano di interpretare le mie immagini di vita urbana come "socialmente coscienti". Ho osservato la vita quotidiana delle persone, da cui ho tratto alcuni frammenti di gioia da utilizzare come soggetti delle mie opere''.
Alla fine degli anni '20, periodo in cui le sue immagini urbane stavano finalmente raggiungendo un successo che avrebbe potuto garantirgli una vita dignitosa, Sloan cambiò la sua tecnica e abbandonò i paesaggi urbani a favore di nudi, i cui soggetti erano prevalentemente donne, e ritratti. Sloan sosteneva l’uguaglianza tra i sessi. I dipinti A woman’s work, Red kimono on the roof sun and wind on the roof e Spring planting, rappresentanti immagini di lavori domestici, mettono in mostra gli ideali socialisti dell’artista. In questi quadri, in cui le donne vengono ritratte separate dal sistema capitalista ormai corrotto, Sloan esprime il desiderio di un’immediata redenzione del mondo e di una sua successiva rinascita.
Ritenendole superficiali, rifiutò le tecniche di pittura spontanee di Manet, Hals, Robert Henri e George Luks, avvicinandosi invece ai metodi di imprimitura e velatura utilizzati da vecchi maestri come Andrea Mantegna. Da questa scelta eccentrica Sloan creò dei dipinti in cui utilizzava in modo insolito la sovrapposizione del tratteggio per poter definire le forme. Queste opere non ottennero mai la popolarità raggiunta dai suoi primi lavori Ashcan.
Sloan commentò sarcasticamente che secondo alcune persone la sua tecnica pittorica "non era più da lui". Ciò che i critici non notarono fu la continuità nei suoi lavori: la figura ed il paesaggio rimasero i mezzi principali con cui egli si esprimeva. In realtà Sloan fu uno dei primi artisti della sua generazione a liberarsi dagli schemi tradizionali e a cercarne di più appropriati alle proprie esigenze.

## Patrimonio

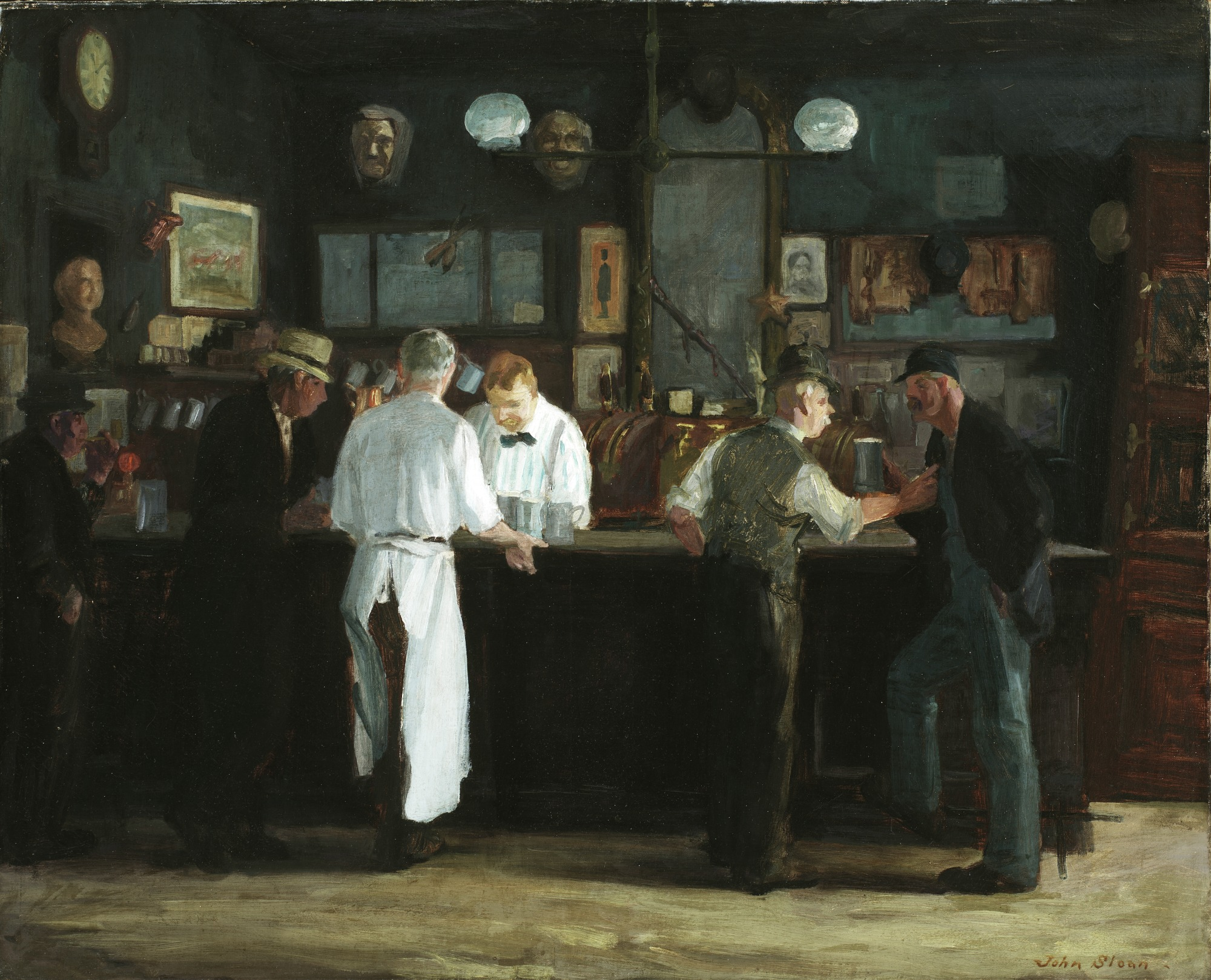
John French Sloan, McSorley's Bar, 1912, Detroit Institute of Arts

John French Sloan morì il 7 settembre ad Hanover, nel New Hampshire, in seguito a delle complicazioni post-operatorie. I suoi dipinti sono esposti in quasi tutti i principali musei americani. Tra le sue opere più celebri vi sono Hairdresser’s Window (1907) nella collezione del Wadsworth Atheneum, The Picnic Ground (1907) nella collezione del Whitney Museum of American Art, The Haymarket (1907) nella collezione del Brooklyn Museum, Yeats at Petitpas (1910) nella collezione della Corcoran Gallery of Art, McSorley’s Bar (1912) nella collezione del Detroit Institute of Arts, The ‘City’ from Greewich Village (1922) nella collezione della National Gallery of Art, e infine The White Way (1927) nella collezione del Philadelphia Museum of Art. Nel 1971 il dipinto Wake of the Ferry (1907) fu riprodotto in un francobollo statunitense in onore di Sloan.
Tra i suoi studenti figurano Peggy Bacon, Aaron Bohrod, Alexander Calder, Reginald Marsh, Barnett Newman, e Norman Raeben. Nel 1939 pubblicò un libro sui suoi insegnamenti ed aforismi, Gist of Art, che rimase in stampa per oltre sessant'anni.
In American Visions, il critico Robert Hughes elogiò l’arte di Sloan definendola ''un’umanità onesta, una simpatia sincera ed un rifiuto di appiattire i suoi soggetti in stereotipi di figure di basso ceto sociale. Vedeva le persone come parte di una più grande totalità, il corpo carnale e accogliente della città stessa''.
In American Painting from the Armory Show to the Depression, lo storico d’arte Milton Brown definì Sloan come “la figura rilevante della Aschan School". Secondo il suo amico pittore John Butler Yeats ed il critico d’arte Henry McBride, Sloan era l'“Hogarth americano” (un pittore, incisore e autore di stampe satiriche inglese).
All'ingresso dell’ufficio postale di Bronxville, New York, compare un affresco di Sloan dipinto nel 1939 ed intitolato The Arrival of the First Mail in Bronxville in 1846 commissionato dalla Treasury Section of Fine Arts. L’ufficio postale e l’affresco furono inseriti nel National Register of Historic Places nel 1988.